# Zadoc L. Weatherford
Zadoc Lorenzo Weatherford (* 4. Februar 1888 in Marion County, Alabama; † 21. Mai 1983 in Red Bay, Alabama) war ein US-amerikanischer Politiker.
Weatherford wurde 1888 auf einer Farm, in Marion County, nahe der in Franklin County gelegenen Stadt Vina geboren. Er besuchte die Medizinische Fakultät der University of Tennessee in Memphis und arbeitete nach seinem Abschluss 1914 für zwei Jahre als Arzt am St. Joseph Hospital in Memphis. Danach zog er 1916 nach Red Bay, Alabama und wurde dort als Arzt tätig. Während des Ersten Weltkrieges diente Weatherford ab dem 26. August 1917 im Feldlazarett der 326. Infanterie. Er erhielt das Purple Heart und wurde am 6. Oktober 1920 aus der Armee entlassen. Zurück in Alabama arbeitete er von 1922 bis 1924 im United States Veterans’ Bureau in Montgomery und begann dann wieder als Arzt in Red Bay zu praktizieren. 1933 bis 1937 war er Vizevorsitzender des Demokratischen Komitees von Franklin County. Weatherford war von 1939 bis zu seiner Wahl in den Kongress Senator im Senat von Alabama. In den Kongress war er als Demokrat gewählt worden um den vakanten Sitz des verstorbenen William B. Bankhead im US-Repräsentantenhaus neu zu besetzen und dessen angebrochene Amtszeit zu Ende zu bringen. Er war somit vom 5. November 1940 bis zum 3. Januar 1941 als Abgeordneter im US-Repräsentantenhaus tätig. Für eine weitere Amtszeit stand er nicht zur Verfügung. Weatherford praktizierte nun wieder als Arzt und setzte sich erst am 1. Januar 1958 zur Ruhe. In dieser Zeit übte er 1945 bis 1948 das Amt des Bürgermeisters von Red Bay aus. Das Amt des Präsidenten der Bank von Red Bay, das er schon seit 1938 bekleidete, übte er noch bis 1970 aus.